# توزندة جان كهنة
توزندة جان كهنة (بالفارسية: توزنده جان کهنه) هي قرية تقع في قسم طاغنكوة الشمالي الريفي في إيران. يقدر عدد سكانها بـ 195 نسمة بحسب إحصاء 2016.